# 장수 (무주)
장수(長壽, 692년 9월 ~  694년 5월)는 무주(武周) 성신제(聖神帝) 측천무후(則天武后) 무조(武曌) 세번째 연호이다. 1년 8개월 동안 사용하였다. 

## 개원
- 여의(如意) 원년 9월 9일[1](692년 10월 23일)에 연호를 장수(長壽)로 개원함.[2][3][4][5]

- 장수(長壽) 3년 5월 11일[6](694년 6월 9일)에 연호를 연재(延載)로 개원함.[2][3][4][5]

## 연대 대조표
| 장수 | 서력(西曆)              | 간지(干支) |
| 원년 | 691년 11월 ~ 692년 10월 | 임진(壬辰) |
| 2년  | 692년 11월 ~ 693년 10월 | 계사(癸巳) |
| 3년  | 693년 11월 ~ 694년 10월 | 갑오(甲午) |

## 삭일(1일)
| 장수 원년 (692년) | 삭일 (음력) | 율리우스력      | 장수 2년 (693년) | 삭일 (음력) | 율리우스력      | 장수 3년 (694년) | 삭일 (음력) | 율리우스력     |
| 정월 (11월)       | 무진 (戊辰) | 691년 11월 26일 | 정월 (11월)      | 임진 (壬辰) | 692년 12월 14일 | 정월 (11월)      | 병술 (丙戌) | 693년 12월 3일 |
| 납월 (12월)       | 정유 (丁酉) | 12월 25일       | 납월 (12월)      | 신유 (辛酉) | 693년 1월 12일  | 납월 (12월)      | 병진 (丙辰) | 694년 1월 2일  |
| 1월               | 정묘 (丁卯) | 692년 1월 24일  | 1월              | 신묘 (辛卯) | 2월 11일        | 1월              | 을유 (乙酉) | 1월 31일       |
| 2월               | 정유 (丁酉) | 2월 23일        | 2월              | 신유 (辛酉) | 3월 13일        | 2월              | 을묘 (乙卯) | 3월 2일        |
| 3월               | 정묘 (丁卯) | 3월 24일        | 3월              | 경인 (庚寅) | 4월 11일        | 3월              | 갑신 (甲申) | 3월 31일       |
| 4월               | 병신 (丙申) | 4월 22일        | 4월              | 경신 (庚申) | 5월 11일        | 4월              | 갑인 (甲寅) | 4월 30일       |
| 5월               | 병인 (丙寅) | 5월 22일        | 5월              | 기축 (己丑) | 6월 9일         | 5월              | 갑신 (甲申) | 5월 30일       |
| 윤5월             | 을미 (乙未) | 6월 20일        | -                | -           | -               | -                | -           | -              |
| 6월               | 갑자 (甲子) | 7월 19일        | 6월              | 기미 (己未) | 7월 9일         | 6월              | 계축 (癸丑) | 6월 28일       |
| 7월               | 갑오 (甲午) | 8월 18일        | 7월              | 무자 (戊子) | 8월 7일         | 7월              | 계미 (癸未) | 7월 28일       |
| 8월               | 계해 (癸亥) | 9월 16일        | 8월              | 무오 (戊午) | 9월 6일         | 8월              | 임자 (壬子) | 8월 26일       |
| 9월               | 임진 (壬辰) | 10월 15일       | 9월              | 정해 (丁亥) | 10월 5일        | 9월              | 임오 (壬午) | 9월 25일       |
| 10월              | 임술 (壬戌) | 11월 14일       | 10월             | 정사 (丁巳) | 11월 4일        | 10월             | 신해 (辛亥) | 10월 24일      |

## 같이 보기
- 다른 왕조의 같은 연호
  - 남조(南詔) 장수(長壽, 769년 ~ 779년)
- 중국의 연호 목록